# Великолепетихский район
Великолепети́хский райо́н (укр. Великолепетиський район) — упразднённая административная единица Херсонской области Украины. С 2020 года территория района входит в состав Каховского района.
Административный центр — посёлок городского типа Великая Лепетиха.

## История
Район был образован в 1923 году как часть Мелитопольского округа Украинской ССР. В июле 1930, как и большинство округов СССР, Мелитопольский округ был упразднен и район перешел в прямое подчинение УССР под названием Великолепетиский район, при этом он был укрупнен за счет земель упраздненного Верхне-Рогачского района. С 1932 года в Днепропетровской области. В 1937 году вошёл в состав Николаевской области, а уже в 1939 перешёл в состав Запорожской области. После освобождения в 1944 году район включен в новообразованную Херсонскую область.
17 июля 2020 года в результате административно-территориальной реформы район вошёл в состав Каховского района. На его территории были сформированы Великолепетихская и Рубановская территориальные общины.